# ヨハネス・ファン・ラール
ヨハネス・ファン・ラール（Johannes van Laar、1860年7月10日 - 1938年12月9日）は、オランダの化学者。
化学運動に関する方程式を編み出したことで著名（ファン・ラールの式）。

## 経歴
ヨハネスは未成年の時に両親を失くしており、母親は2歳の時（1862年）、父親は13歳の頃（1873年）に死去している。それからは叔父であるN. A. ロスト・ファン・トニンゲン（N. A. Rost van Tonningen）が面倒を見るようになった。1878年に学校教育を修了し、デン・ヘルダーのウィレムスールにあるオランダ海軍に入隊。汽船による幾つかの旅を終え、海軍中尉に昇進したのち、退職を申し出ている。
1891年、アムステルダム大学において薬学、化学、および数学の勉強を開始する。大学時代、教授には物理学者のヨハネス・ファン・デル・ワールスや化学者のヤコブス・ヘンリクス・ファント・ホッフがいた。
しかし、彼が受けた教育では博士号を取得することを自制するしかなく、この先オランダの大学で経歴を積むことはほぼ不可能に近かった。中等学校で教師を務めた後の1898年、アムステルダム大学において無給で講師となり、1902年には化学者のバフース・ルーゼブームの助手となる。大学時代の教授であったファン・デル・ワースはファン・ラールの昇格（例：1902年における有給講師の昇格、1907年におけるルーゼブームの死去に伴う後任の数理化学講師への昇格）には反対している。1907年にファン・ラールは数学講師に指名されるが、1910年に教授昇格を拒否した。こういった拒否反応が精神衰弱を誘発し、その地位を退くほかなかった。その後、亡くなる1938年までスイスのタヴェール＝シュル＝クラレンス（Tavel-sur-Clarens）で暮らした。享年78歳。
1930年、オランダ王立芸術科学アカデミーの会員となる。